# Micronesian Club
Le Micronesian Club est un club fondé au milieu des années 1950 à l'université d'Hawaï par des étudiants issus du Territoire sous tutelle des îles du Pacifique,.
Le Micronesian Club est encore actif à l'université d'Hawaï. En 2022, il regroupait 32 étudiants.

## Historique
Dès sa création, le club propose à ses membres des activités pour découvrir la culture américaine et celle des autres étudiants,, met en place des évènements pour faire partager les cultures micronésiennes. Il organise également des débats politiques au cours duquel sont questionnés l'histoire américaine, les activités, les objectifs et les plans de l'administration américaine du Territoire sous tutelle des îles du Pacifique. Il y est également abordé le devenir de la région,.
Ses premiers membres, pour la plupart spécialisés en sciences politiques, sont parmi les rares habitants de Micronésie à pouvoir suivre une éducation universitaire. Ils constituent une nouvelle élite micronésienne, distincte des élites traditionnelles, par leur éducation à l'américaine, leur maîtrise de l'anglais et leur insertion, après leurs études, dans l'administration américaine et au Congrès de Micronésie. Ils font campagne pour John Fitzgerald Kennedy en 1960, et s'identifient comme démocrates ou libéraux. Nombre d'entre eux ont eu un rôle majeur dans la vie politique du Territoire ou de leur nation après l'indépendance. Le club a compté parmi ses membres Dwight Heine et Oscar DeBrum des Îles Marshall, Thomas Remengesau, Lazarus Salii, Alfonso Oiterong et David Ramarui des Palaos, Tosiwo Nakayama de Chuuk (vice-président du club en 1956-1957), John Mangefel de Yap et Leo Falcam, Bethwel Henry et Bailey Olter de Pohnpei,.